# Donbass Arena
El Donbass Arena (en ucraïnès: Донбас Арена i en rus: Донбасс Арена) és un estadi de futbol ubicat a Donetsk, Ucraïna, inaugurat el 29 d'agost del 2009.
Ubicat al centre de la ciutat, al Parc Lenin Comsomol, té capacitat per a 50.000 espectadors. L'amo de l'estadi i equip local és el Xakhtar Donetsk. El Donbass Arena ha estat designat seu del Campionat d'Europa de futbol 2012.
Quan es van començar les obres, el 2006, estava previst que la construcció del recinte costés un 250 milions de dòlars, 30 milions dels quals estaven destinats a crear un parc d'oci al voltant de l'estadi. El cost final aproximat va ser de 400 milions.
L'estadi ha estat batejat amb el nom del Donbàs, conca hullera situada entre el mar d'Azov i el Don, regió on es troba la ciutat de Donetsk.